# Challenge Trophy 1973
De Challenge Trophy 1973 was het 51e seizoen van Canada's nationale voetbalbeker voor mannenploegen, toen de enige nationale voetbalcompetitie in het land. De eindfase van de bekercompetitie vond plaats van 1 tot 3 september 1973 in St. John's (Newfoundland en Labrador). De kwalificaties werden twee weken eerder gehouden in Winnipeg.

## Deelnemende teams
Acht van de tien Canadese provincies vaardigden een team af om deel te nemen aan het Challenge Trophy-seizoen van 1973; enkel de provincies Nova Scotia en Prince Edward Island namen niet deel. Het betrof:
| Provincie      | Team                       | Plaats     |
| -------------- | -------------------------- | ---------- |
| Alberta        | Calgary Springer Kickers   | Calgary    |
| Brits-Columbia | Vancouver Firefighters     | Vancouver  |
| Québec         | Saint-Viateur Montréal     | Montréal   |
| Manitoba       | St. Stephen's Hungaria FC  | Winnipeg   |
| New Brunswick  | Saint John Schooners       | Saint John |
| Newfoundland   | Holy Cross FC              | St. John's |
| Ontario        | Toronto West Indies United | Toronto    |
| Saskatchewan   | Saskatoon United           | Saskatoon  |

## Kwalificaties

### Format
De drie centrale provincies Alberta, Saskatchewan en Manitoba speelden van 17 tot 19 augustus 1973 kwalificatiewedstrijden. Hun drie respectievelijke ploegen speelden in Winnipeg tegen elkaar om zo tot een pouleklassement op basis van twee wedstrijden te komen. Enkel de hoogst gerangschikte van de drie kwalificeerde zich voor het eindtoernooi in St. John's.

### Wedstrijden
| Datum       |                           | Uitslag |                          |
| ----------- | ------------------------- | ------- | ------------------------ |
| 17 augustus | St. Stephen's Hungaria FC | 3–2     | Saskatoon United         |
| 18 augustus | Saskatoon United          | 1–3     | Calgary Springer Kickers |
| 19 augustus | St. Stephen's Hungaria FC | 0–2     | Calgary Springer Kickers |

| Nr. | Club                      | GS | W | G | V | DV | DT | DS | PTN |
| --- | ------------------------- | -- | - | - | - | -- | -- | -- | --- |
| 1.  | Calgary Springer Kickers  | 2  | 2 | 0 | 0 | 5  | 1  | +4 | 6   |
| 2.  | St. Stephen's Hungaria FC | 2  | 1 | 0 | 1 | 3  | 4  | -1 | 3   |
| 3.  | Saskatoon United          | 2  | 0 | 0 | 2 | 3  | 6  | -3 | 0   |

De Calgary Springer Kickers plaatsten zich voor het hoofdtoernooi. Ze wonnen de beslissende wedstrijd tegen St. Stephen's Hungaria FC voor een publiek van 1.500 toeschouwers.

## Hoofdtoernooi

### Format
Voor het eerst in de geschiedenis van de Challenge Trophy was het de provincie Newfoundland die de eindfase organiseerde. Alle zeven de wedstrijden werden afgewerkt in het King George V Park in de hoofdstad St. John's.
Op 1 september vond Ronde 1 plaats. Daarin speelden de twee ploegen uit het westen ieder tegen een ploeg uit het oosten voor een plaats in de halve finale.
Op 2 september speelden de twee winnaars van Ronde 1 de halve finale tegen de twee nog niet in actie gekomen oostelijke teams (waaronder het Newfoundlandse team). Daarnaast speelden de verliezers van Ronde 1 tegen elkaar een troostmatch om de 5e plaats.
Op 3 september speelden de twee verliezende halvefinalisten de troostfinale om het brons, waarna de Challenge Trophy later die dag afsloot met de finale tussen de twee winnende halvefinalisten.

### Hoofdtoernooi
| Datum       | Fase         |                            | Uitslag  |                            |
| ----------- | ------------ | -------------------------- | -------- | -------------------------- |
| 1 september | Ronde 1      | Vancouver Firefighters     | 9–0      | St. John Schooners         |
| 1 september | Ronde 1      | Toronto West Indies United | 1–1 (p.) | Calgary Springer Kickers   |
|             |              |                            |          |                            |
| 2 september | Halve finale | Saint-Viateur Montréal     | 1–2      | Vancouver Firefighters     |
| 2 september | Halve finale | Holy Cross FC              | 0–2      | Toronto West Indies United |
| 2 september |              |                            |          |                            |
| 2 september | Troostmatch  | Calgary Springer Kickers   | 5–1      | St. John Schooners         |

Thuisploeg Holy Cross FC wist in de troostfinale de bronzen medaille binnen te slepen. De Vancouver Firefighters zorgden in de finale tegen Toronto West Indies United met een 2–0-overwinning voor de 24e eindzege voor Brits-Columbia. Die provincie haalde de Challenge Trophy zo voor de vierde keer in vijf jaar tijd binnen.
| Fase         |                        | Uitslag |                            |
| ------------ | ---------------------- | ------- | -------------------------- |
| Troostfinale | Holy Cross FC          | 1–0     | Saint-Viateur Montréal     |
|              |                        |         |                            |
| Finale       | Vancouver Firefighters | 2–0     | Toronto West Indies United |

1913 · 1914 · 1915 · 1916 · 1917 · 1918 · 1919 · 1920 · 1921 · 1922 · 1923 · 1924 · 1925 · 1926 · 1927 · 1928 · 1929 · 1930 · 1931 · 1932 · 1933 · 1934 · 1935 · 1936 · 1937 · 1938 · 1939 · 1940 · 1941 · 1942 · 1943 · 1944 · 1945 · 1946 · 1947 · 1948 · 1949 · 1950 · 1951 · 1952 · 1953 · 1954 · 1955 · 1956 · 1957 · 1958 · 1959 · 1960 · 1961 · 1962 · 1963 · 1964 · 1965 · 1966 · 1967 · 1968 · 1969 · 1970 · 1971 · 1972 · 1973 · 1974 · 1975 · 1976 · 1977 · 1978 · 1979 · 1980 · 1981 · 1982 · 1983 · 1984 · 1985 · 1986 · 1987 · 1988 · 1989 · 1990 · 1991 · 1992 · 1993 · 1994 · 1995 · 1996 · 1997 · 1998 · 1999 · 2000 · 2001 · 2002 · 2003 · 2004 · 2005 · 2006 · 2007 · 2008 · 2009 · 2010 · 2011 · 2012 · 2013 · 2014 · 2015 · 2016 · 2017 · 2018 · 2019 · 2020 · 2021 · 2022 · 2023